# Neuguinea-Wasserratten
Die Neuguinea-Wasserratten (Leptomys) sind eine Nagetiergattung aus der Gruppe der Altweltmäuse (Murinae). Die Gattung umfasst fünf Arten.

## Körper
Neuguinea-Wasserratten erreichen eine Kopfrumpflänge von 12 bis 18 Zentimetern, der Schwanz misst 13 bis 16 Zentimeter und das Gewicht beträgt 60 bis 120 Gramm. Ihr Fell ist am Rücken rotbraun gefärbt, die Schultern und Hüften sind hellrot. Die Wangen, die Innenseiten der Gliedmaßen und der Bauch sind weißlich. Der Schwanz ist mit feinen Schuppen versehen. Im Gegensatz zu nahe verwandten Arten haben sie drei Molaren pro Kieferhälfte, allerdings ist der hinterste Molar stark verkleinert.

## Lebensraum
Diese Nagetiere bewohnen Wälder und Buschländer bis in 1800 Meter Seehöhe. Sie ernähren sich von Insekten und anderen Kleintieren.

## Arten
Es werden fünf Arten unterschieden:
- Leptomys elegans lebt im östlichen Neuguinea.
- Leptomys ernstmayri ist im südöstlichen Neuguinea verbreitet.
- Leptomys signatus bewohnt die Fly-River-Region im südlichen Neuguinea.
- Leptomys arfakensis und
- Leptomys paulus wurden erst 2008 beschrieben.

Die IUCN, die nur die ersten drei Arten führt, listet keine davon als gefährdet.
Systematisch wird die Gattung innerhalb der Altweltmäuse in die Xeromys-Gruppe eingeordnet.
Der wissenschaftliche Name ist aus den altgriechischen Worten leptos (schlank) und mys (Maus) zusammengesetzt.